# Darreh-ye Joval
Darreh-ye Joval es un poblado en la Provincia de Bādgīs en el norte-oeste de Afganistán.